# Finding Forrester
Finding Forrester er en amerikansk film fra 2000 instrueret af Gus Van Sant efter manuskript af Mike Rich og med Rob Brown og Sean Connery i hovedrollerne.

## Medvirkende
| Skuespiller       | Rolle                     |
| ----------------- | ------------------------- |
| Sean Connery      | William Forrester         |
| Rob Brown         | Jamal Wallace             |
| Anna Paquin       | Claire Spence             |
| F. Murray Abraham | Professor Robert Crawford |
| Busta Rhymes      | Terrell Wallace           |
| April Grace       | Ms. Joyce                 |
| Michael Pitt      | John Coleridge            |
| Michael Nouri     | Dr. Spence                |
| Richard Easton    | Professor Matthews        |
| Fly Williams III  | Fly                       |
| Damany Mathis     | Kenzo                     |
| Matt Damon        | Steven Sanderson          |

## Modtagelse

### Priser og nomineringer
- Filmfestivalen i Berlin (uddelt 2001)
  - Guldbjørnen for bedste film (Gus Van Sant), nomineret
  - Prize of the Guild of German Art House Cinemas (Gus Van Sant), vandt

- Black Reel Awards (uddelt 2001)
  - Bedste mandlige birolle (Rob Brown)